# FC Hertha Wels
Actualités
Le FC Hertha Wels, est un club autrichien de football basé dans la ville statutaire de Wels en Haute-Autriche. Il évolue lors de la saison 2025-2026 en 2.Liga après avoir terminé premier de Regionalliga,,.

## Histoire
Le WSC Hertha Wels est fondé en 1975 de la fusion du SC Hertha Wels (fondé en 1921) et du Welser SC (fondé en 1912). Le SC Hertha Wels a participé pour la première fois à la première division de Haute-Autriche en 1924 et est devenu champion de Haute-Autriche en 1964 et 1966, tandis que le WSC a remporté le titre en 1972.
Le club issu de la fusion évoluait en troisième division, la Landesliga de Haute-Autriche. Lors de la saison 1976/77 après des victoires contre le Kapfenberger SV et le SV Flavia Solva, le club atteignit les huitièmes de finale de la Coupe ÖFB, mais fut battu par le Wiener SC. En 1981, le WSC Hertha Wels est relégué de la Landesliga en  quatrième division puis en cinquième division. Lors de la saison 1982/83, il termine dernier du groupe Est et fut relégué en sixième division. En 1989, le club remporte le groupe Sud et retrouva la cinquième division.
En 1991, le club termine deuxième et manque de peu la promotion en quatrième division, derrière Braunau. Lors de la saison 1996/97, il remporte finalement le championnat et est promu en première division de Haute-Autriche. En 2000/2001, cependant, il ne termine dernier et est relégué en 2e division d'État après quatre saisons en Ligue d'État. La relégation suivante a lieu en 2002/03 : avant-dernier du Groupe Ouest, il est contraint de jouer à nouveau en sixième division à partir de la saison 2003/04. Après neuf ans en Ligue de District, le club termine deuxième et est promu en cinquième division en 2011/12, mais est à nouveau relégué en 2013 après une seule saison.
Après s'être fixé comme objectif de terminer parmi les quatre premiers lors de la première saison de la Regionalliga. le club s'est retrouvé à la neuvième place après la première moitié de saison. Début avril 2019, le club s'est séparé de l'entraîneur de promotion Stephan Kuranda et a promu l'ancien professionnel de Bundesliga Emin Sulimani au poste d'entraîneur principal. Après le départ de Sulimani au SV Stripfing, Reinhard Furthner lui a succédé comme entraîneur. Il transmettra le poste d'entraîneur à Christian Heinle à la fin de la saison 2024/25 pour des raisons personnelles et professionnelles.
Pour la saison 2023/24, le Hertha Wels a formé une équipe commune avec son rival du FC Wels, sous le nom de SPG Wels. Pour la saison 2024/25, les deux équipes ont fusionné, et le Hertha porte désormais le nom de FC Hertha Wels,. Au cours de la même saison, le club a remporté la Regionalliga-Mitte, a été promu en deuxième division et accède au statut professionnel pour la première fois.

## Stade
Le Hertha Wels joue ses matchs à domicile à la HOGO Arena . Le stade a été rebaptisé HOGO Arena en mars 2018 pour des raisons de  sponsoring. Jusqu'alors, le stade s'appelait Mauth-Stadion.